# سیارک ۴۹۱۰۹
سیارک ۴۹۱۰۹ (به انگلیسی: 49109 Agnesraab، نامگذاری:1998SO2) چهل و نه هزار و صد و نهمین سیارک کشف شده‌است که در ۱۸ سپتامبر ۱۹۹۸ کشف شد.